# Gustav Langenscheidt
Gustav Langenscheidt (ur. 21 października 1832 w Berlinie, zm. 11 listopada 1895 tamże) – niemiecki filolog, językoznawca oraz założyciel wydawnictwa Langenscheidt.

## Życiorys
Wraz z Charlesem Toussaintem opracował metodę samodzielnego uczenia się języków obcych. Wielką popularnością cieszyły się jego samouczki do nauki języka angielskiego i francuskiego oraz dwujęzyczne słowniki. Ponieważ żadne wydawnictwo nie było zainteresowane ich wydawaniem, założył 1 października 1856 roku własne, którym po jego śmierci kierował syn – Carl Gustav Felix Langenscheidt. Obecnie koncern wydawniczy Langenscheidt znany jest dzięki szerokiej ofercie słowników, podręczników i pomocy multimedialnych milionom użytkowników na całym świecie.